# Wassermühle Zappendorf

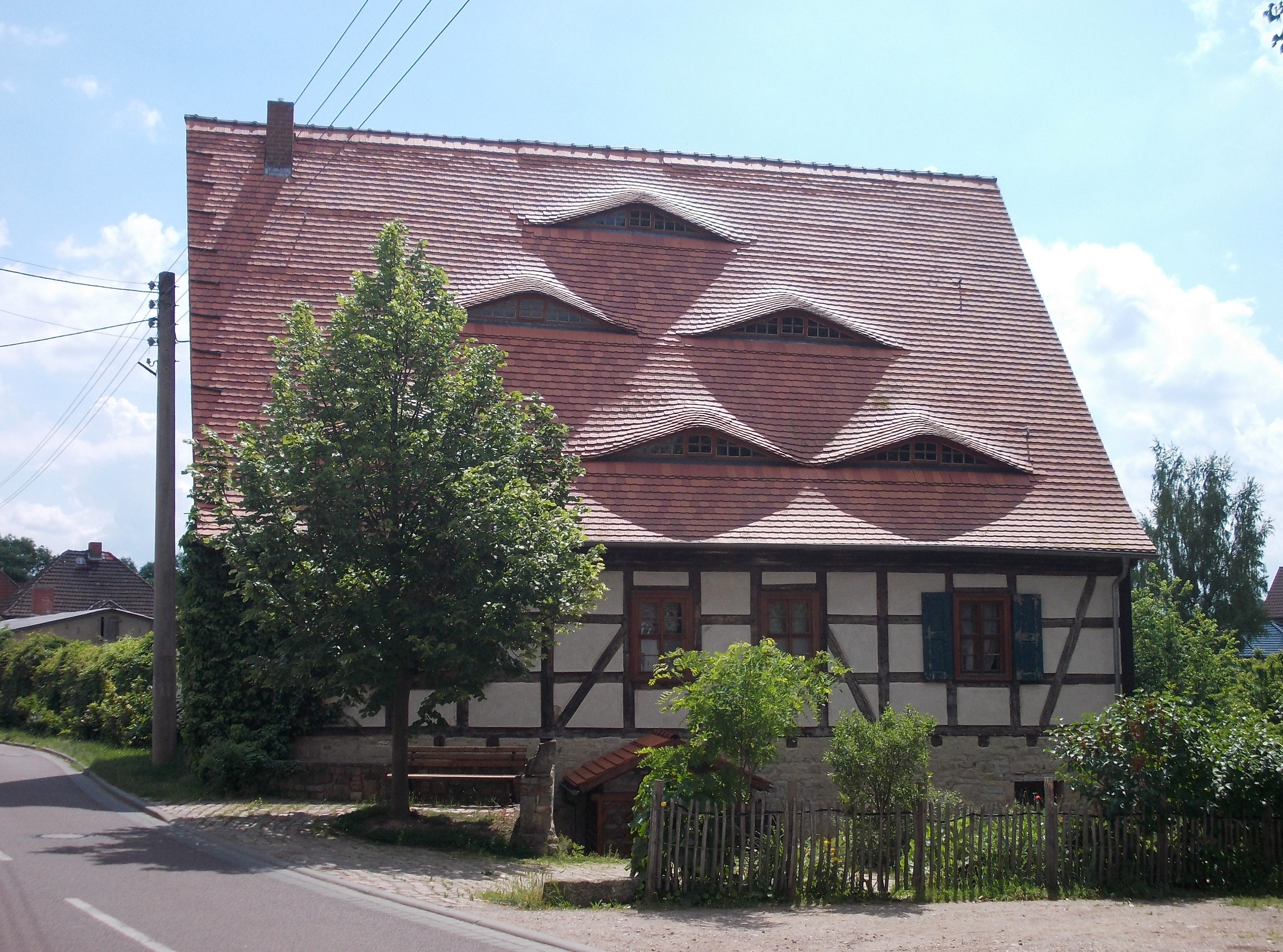
Wassermühle von Zappendorf

Die Wassermühle von Zappendorf ist eine denkmalgeschützte Mühle im Ortsteil Zappendorf der Einheitsgemeinde Salzatal in Sachsen-Anhalt. Im örtlichen Denkmalverzeichnis ist die Mühle unter der Erfassungsnummer 094 55403 als Baudenkmal verzeichnet.
Bei dem Fachwerkhaus unter der Adresse Straße der Freundschaft 48 in Zappendorf handelt es sich um eine ehemalige Wassermühle. Auffällig ist der hohe Dachstuhl des Gebäudes, der aufgrund der Dachfensteranordnung mindestens zweigeschossig war. Diese Geschosse dienten wohl als Lagerplatz. Die Wassermühle steht an dem Bach Laweke, einem Nebenfluss der Salza und stammt aus dem Jahr 1720. Es wird zwar für diese Gegend urkundlich eine Wassermühle im Jahr 1234 erwähnt, diese stand aber direkt an der Salza. Das Gebäude wird heute als Wohnhaus genutzt.